# HMS Ark Royal (91)
O HMS Ark Royal foi um porta-aviões operado pela Marinha Real Britânica. Sua construção começou em setembro de 1935 nos estaleiros da Cammell Laird e foi lançado ao mar em abril de 1937, sendo comissionado em dezembro do ano seguinte. Seu projeto foi pensado para se adequar às exigências do Tratado Naval de Washington, sendo o primeiro porta-aviões cujo convés de voo e hangares eram parte integral do casco em vez de uma adição à superestrutura. Era capaz de carregar até sessenta aeronaves, era armado com uma bateria antiaérea de canhões de 113 e 40 milímetros, tinha um deslocamento de mais de 28 mil toneladas e alcançava uma velocidade máxima de trinta nós.
Várias táticas de porta-aviões foram desenvolvidas e refinadas a bordo do Ark Royal, com ele tendo servido em vários teatros navais da Segunda Guerra Mundial. Participou dos primeiros ataques aéreos contra u-boots, da Campanha da Noruega, da procura pelo couraçado alemão Bismarck e da escolta de comboios pelo Mar Mediterrâneo. Durante esse período o porta-aviões sobreviveu a vários ataques e ganhou a reputação de "navio sortudo". Entretanto, foi torpedeado pelo u-boot alemão U-81 em 13 de novembro de 1941 e afundou no dia seguinte, com apenas um morto. Inquéritos sobre o naufrágio descobriram várias falhas de projeto que influenciaram os novos porta-aviões britânicos.